# KLM-Flug 867

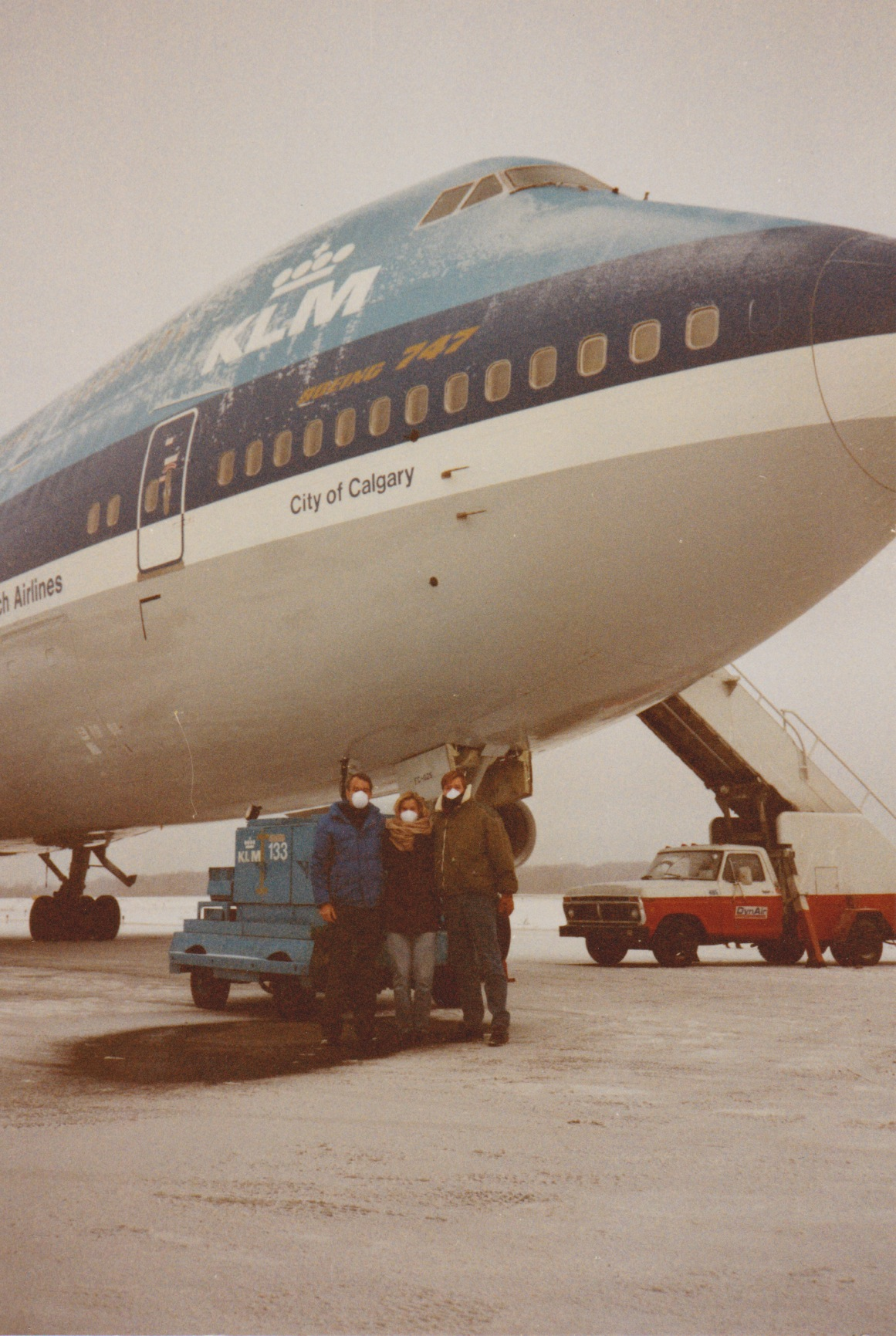
Crew der KLM 867, Karl (Carl) van der Elst und First Officers Imme Vissche & Walter Vuurboom

KLM-Flug 867 war ein Linienflug der KLM mit einer Boeing 747-400 von Amsterdam nach Anchorage, bei dem es 1989 zu einem Zwischenfall kam: Nach Einflug in eine Wolke aus Vulkanasche des Vulkans Mount Redoubt fielen alle vier Triebwerke aus. Nach dem Verlassen der Aschewolke gelang der Neustart der Triebwerke.

## Verlauf des Zwischenfalls
Am 15. Dezember 1989 befand sich eine Boeing 747-400 der KLM Royal Dutch Airlines in 28.000 Fuß (etwa 8.500 Meter) Höhe auf dem Flug von Amsterdam Schiphol nach Anchorage in Alaska. Der Ausbruch des Mount Redoubt eine Woche vor dem Zwischenfall hatte zeitweilig zur Schließung der Luftstraßen in der Region geführt. Der Flug war der erste, der die Route nach der Freigabe durch die Federal Aviation Administration nutzte. Obwohl die Behörden davon ausgingen, dass sich die Aschewolke verzogen hatte, bestand außerdem eine Ausnahmegenehmigung, im Bedarfsfall in den sowjetischen Luftraum auszuweichen. Eine Stunde, bevor die KLM-Maschine die Gegend erreichte, brach der Mount Redoubt erneut aus.
Beim Einflug in eine Wolke, die den Anschein einer normalen Regenwolke machte, bemerkte die Cockpitcrew, dass es draußen ungewöhnlich dunkel wurde und sich das Cockpit mit einem bräunlichen Staub füllte. Zudem wurde ein Schwefelverbindungsgeruch wahrgenommen, worauf sich die Crew entschloss, die Wolke durch Einleiten eines Steigflugs zu verlassen. Während des Steigflugs fielen durch das Einsaugen von Aschepartikeln innerhalb von 59 Sekunden alle vier Triebwerke aus, da es zu einem Strömungsabriss der zu verdichtenden Luft auf den aerodynamisch geformten Luftverdichterschaufeln (compressor stall) kam, der einen Flammabriss hervorrief. Da die Triebwerke die Generatoren für die Stromversorgung antrieben, kam es nach Stillstand der Triebwerke zu einem Stromausfall, so dass nur noch batteriebetriebene Instrumente zur Verfügung standen. Darüber hinaus kam es durch eindringende Asche zu Kurzschlüssen. Alle Fahrtmesser fielen aus, so dass ebenfalls keine verlässliche Geschwindigkeitsanzeige zur Verfügung stand. Eine Anzeige meldete fälschlich ein Feuer im Frachtraum.
Auf einer Höhe von etwa 13.000 ft (ca. 4.000 m) gelang es, zwei der Triebwerke wieder anzulassen, auf 6.000 ft (ca. 1.830 m) konnten auch die beiden verbliebenen Triebwerke neu gestartet werden. Nach anderen Berichten startete das vierte Triebwerk erst wieder beim Landeanflug auf Anchorage. Die feinen Aschepartikel hatten auf die Frontscheibe des Cockpits wie ein Sandstrahlgebläse gewirkt, so dass die Sicht nach vorne nur noch durch die Seitenscheiben möglich war. Dennoch gelang eine sichere Landung in Anchorage.
Durch die Aschewolke entstand am Flugzeug ein Sachschaden in Höhe von 80 Millionen US-Dollar.
Bei der Untersuchung der Maschine wurden in jedem der vier Triebwerke 80 Kilogramm Asche gefunden.
Das Flugzeug, eine damals fast neue Boeing 747-400 mit der Seriennummer 23982, der Bezeichnung „Calgary“ und dem niederländischen Luftfahrzeugkennzeichen PH-BFC, blieb bis März 2018 bei der KLM in Betrieb.
Ein ähnlicher Zwischenfall ereignete sich 1982, als eine Boeing 747 der British Airways südlich von Java durch die Aschewolke eines Vulkans flog und dabei ebenfalls die Triebwerke ausfielen.